# Goès
 Goès   es una población y comuna francesa, en la región de Aquitania, departamento de Pirineos Atlánticos, en el distrito de Oloron-Sainte-Marie y cantón de Oloron-Sainte-Marie-Ouest.

## Demografía
| 421 | 384 | 360 | 393 | 428 | 410 | 440 | 477 | 479 | 420 | 404 | 388 | 361 | 370 | 349 | 332 | 303 | 313 | 305 | 322 | 310 | 285 | 298 | 359 | 383 | 378 | 394 | 482 | 648 | 668 | 575 | 574 | 543 | 554 |
| Para los censos de 1962 a 1999 la población legal corresponde a la población sin duplicidades (Fuente: INSEE [Consultar]) |     |     |     |     |     |     |     |     |     |     |     |     |     |     |     |     |     |     |     |     |     |     |     |     |     |     |     |     |     |     |     |     |     |

## Economía
La principal actividad es la agrícola (ganadería, policultivo, pastos y viñas).